# Dobrzyniewo Duże (gromada)
Dobrzyniewo Duże – dawna gromada, czyli najmniejsza jednostka podziału terytorialnego Polskiej Rzeczypospolitej Ludowej w latach 1954–1972.
Gromady, z gromadzkimi radami narodowymi (GRN) jako organami władzy najniższego stopnia na wsi, funkcjonowały od reformy reorganizującej administrację wiejską przeprowadzonej jesienią 1954 do momentu ich zniesienia z dniem 1 stycznia 1973, tym samym wypierając organizację gminną w latach 1954–1972.
Gromadę Dobrzyniewo Duże z siedzibą GRN w Dobrzyniewie Dużym utworzono – jako jedną z 8759 gromad – w powiecie białostockim w woj. białostockim, na mocy uchwały nr 11/V WRN w Białymstoku z dnia 4 października 1954. W skład jednostki weszły obszary dotychczasowych gromad Dobrzyniewo Duże, Jaworówka i Gniła oraz miejscowości Dobrzyniewo Kościelne i Krzywa z dotychczasowej gromady Dobrzyniewo Kościelne ze zniesionej gminy Obrubniki w tymże powiecie. Dla gromady ustalono 11 członków gromadzkiej rady narodowej.
31 grudnia 1959 z gromady Dobrzyniewo Duże wyłączono wieś Gniła, włączając ją do gromady Kozińce oraz wieś Jaworówka włączając ją do gromady Pogorzałki, po czym gromadę Dobrzyniewo Duże zniesiono, włączając ją do nowo utworzonej gromady Dobrzyniewo Kościelne.